# Ryan Taylor
Ryan Anthony David Taylor (Liverpool, 19 augustus 1984) is een Engels voetballer die bij voorkeur als linksback speelt. Hij verruilde in 2009 Wigan Athletic voor Newcastle United.

## Clubcarrière
Taylors profcarrière begon bij Tranmere Rovers. Voor die club speelde hij exact 100 wedstrijden in drie seizoenen. In juli 2005 tekende hij een contract bij Wigan Athletic. Op 25 februari 2007 scoorde hij zijn eerste doelpunt in de Premier League tegen Newcastle United. In vier seizoenen speelde hij 56 wedstrijden voor The Latics. Op 2 februari 2009 werd bekend dat Taylor medische tests onderging bij Newcastle United. De club bevestigde het nieuws van zijn komst op hun website. Hij maakte zijn debuut tegen West Bromwich Albion. Hij gaf een assist op Steven Taylor bij het derde doelpunt van Newcastle. De wedstrijd eindigde op 3-2 in het voordeel van The Toon. Op 30 augustus 2012 viel Taylor in het Europa League duel tegen het Griekse Atromitos geblesseerd uit met een zware knieblessure. Die blessure hield hem meer dan een half jaar aan de kant. In april leek hij terug te kunnen trainen, maar hij blesseerde zich opnieuw. Op vrijdag 29 mei 2015 maakte de club bekend dat het aflopende contract van Taylor niet zou worden verlengd, net als dat van Jonás Gutiérrez, Jak Alnwick, Adam Campbell en Remie Streete.

## Erelijst
Newcastle United
- Football League Championship

2010
1 Dúbravka ·
2 Trippier ·
4 Botman ·
5 Schär ·
6 Lascelles  ·
7 Joelinton ·
8 Tonali ·
9 Wilson ·
10 Gordon ·
11 Barnes ·
13 Targett ·
14 Isak ·
17 Krafth ·
18 Osula ·
19 Vlachodimos ·
20 Hall ·
21 Livramento ·
22 Pope ·
23 Murphy ·
24 Almirón ·
25 Kelly ·
26 Ruddy ·
28 Willock ·
29 Gillespie ·
33 Burn ·
36 Longstaff ·
37 Murphy ·
39 Guimarães ·
67 Miley ·
Coach: Howe
· Assistent-coach: Jones